# فرهاد پاشا
فرهاد پاشا (درگذشتهٔ ۱۵۲۴) همسر نخست بیخان سلطان بود که در سال ۱۵۲۰ با او ازدواج و سال ۱۵۲۶ از او صاحب پسری به نام سلطان‌زاده اورهان شد. فرهاد پاشا در سال ۱۵۲۶، درحالی‌که فرمانروای سمندریه بود، در استانبول به دستور سلطان سلیمان اعدام شد.

## بن‌مایه
- همکاری‌کنندگان ویکی‌پدیا، «Beyhan Sultan»، ویکی‌پدیای انگلیسی، دانشنامهٔ آزاد (بازیابی ۱۹ بهمن ۱۳۹۳).